# Porcellio simulator
Porcellio simulator är en kräftdjursart som beskrevs av Gustav Budde-Lund 1885. Porcellio simulator ingår i släktet Porcellio och familjen Porcellionidae. Utöver nominatformen finns också underarten P. s. sublaevis.